# Хішам Месбахі
Хішам Месбахі (араб. هشام مصباحي; 4 грудня 1980, Касабланка) — марокканський боксер.

## Аматорська кар'єра
Хішам Месбахі брав участь в трьох Олімпійських іграх.
На Олімпійських іграх 2000 в категорії до 51 кг в першому бою він переміг Халіла Ібрагим Турана (Туреччина) — 17-11, а в наступному програв Хосе Наварро (США) — 9-12.
2003 року став чемпіоном Африки, здолавши у фіналі Лехедзані Луза (Ботсвана).
На Олімпійських іграх 2004 в першому бою він переміг Лехедзані Луза (Ботсвана) — 25-20, а в наступному програв Анджею Ржаному (Польща) — 20-33.
На Олімпійських іграх 2008 в категорії до 54 кг в першому бою переміг Хонатана Ромеро (Колумбія) — 11-3, а в наступному програв Хумісо Ікгополенгу (Ботсвана) — RSC.